# Yeison López
Yeison López (ur. 1 września 1999 w Istminie) – kolumbijski sztangista, medalista letnich igrzysk olimpijskich.
W 2024 roku na igrzyskach w Paryżu zdobył srebrny medal w kategorii do 89 kg.